# Грядинский, Фёдор Павлович
Фёдор Павлович Грядинский (сентябрь 1893, Сестрорецк — февраль 1938) — русский революционер, советский политический деятель, председатель Западно-Сибирского крайисполкома (1930—1937), организатор индустриализации и коллективизации Западно-Сибирского края.

## Биография
Родился в сентябре 1893 года в Сестрорецке. Его отец был работником оружейного завода. В 1909 году окончил ремесленную школу, после чего устроился токарем в образцовую мастерскую на Сестрорецкий оружейный завод.
С 1909 года состоял в нелегальном профсоюзе металлистов, с 1912 — в РСДРП. Отстранён от работы в образцовой мастерской в связи с распространением газеты «Правда». Трудился в гильзовом отделе патронного завода в Санкт-Петербурге; в конце 1913 году уволен с предприятия из-за организации забастовки, выражавшей несогласие с судом над депутатами Госдумы. В течение нескольких месяцев был работником орудийного завода Леснера.
Вернувшись в начале 1914 года в Сестрорецк, вновь начал работать в инструментальной мастерской оружейного завода. В 1915 году мобилизован в армию; с февраля 1917 года служил в кавалерийской дивизии радиотелеграфистом. В июле—октябре 1917 года значился дезертиром, участвовал в создании в Сестрорецке отрядов Красной гвардии.
В октябре 1917 года командовал в Петрограде красногвардейскими отрядами, которые охраняли Смольный; входил в состав штаба отрядов Красной гвардии, занимал должность комиссара иностранного отдела Петроградского Совета.
В период Гражданской войны участвовал в событиях, происходивших на Восточном фронте и противостоял силам Юденича. С августа 1918 года был военным комиссаром 2-й, 14-й, 6-й дивизий Красной армии. Принимал участие в ликвидации Кронштадтского восстания.
С 1920 года занимал должности председателя Петроградского райисполкома, ответственного организатора райкома РКП(б), заместителя председателя Совета потребительских обществ. С 1921 по 1922 год председательствовал в рабочем Совете и райкоме РКП(б) Петровской стороны, в 1923 году был ответственным организатором райкома РКП(б) Петровской стороны.
В 1923—1924 годах работал заместителем председателя Ленинградского Совета потребительских обществ, затем — уполномоченным наркомата внутренней торговли (1924—1925), ответственным секретарём Василеостровского райкома ВКП(б) (1925—1927), заведующим областным отделом наркомата торговли (1927—1928).
С 1928 по 1930 год находился на посту председателя облисполкома Центрально-Чернозёмной области, в 1930 году — заместителя наркома торговли СССР.
В августе 1930 года утверждён председателем Западно-Сибирского крайисполкома и занимал эту должность до августа 1937 года. Принимал активное участие в формировании Урало-Кузнецкого комбината, оборонных предприятмй и развитии градостроительной структуры Новосибирска.
Был делегатом XV, XVI и XVII съездов ВКП(б). В 1927—1930 годах — кандидат, в 1930—1934 годах — член ЦК ВКП(б).
Арестован 10 августа 1937 года. Расстрелян в феврале 1938 года. Реабилитирован 22 марта 1956 года.

## Награды
В 1935 году получил орден Ленина «за выдающиеся успехи в деле руководства работой по Западно-Сибирскому краю».